# San Marcos Eloxochitlán
San Marcos Eloxochitlán är en ort i Mexiko.   Den ligger i kommunen Ahuacatlán och delstaten Puebla, i den sydöstra delen av landet, 150 km nordost om huvudstaden Mexico City. San Marcos Eloxochitlán ligger 1 555 meter över havet och antalet invånare är 1 113.
Terrängen runt San Marcos Eloxochitlán är bergig. Runt San Marcos Eloxochitlán är det ganska tätbefolkat, med 160 invånare per kvadratkilometer. Närmaste större samhälle är Zacatlán, 13,6 km sydväst om San Marcos Eloxochitlán. I omgivningarna runt San Marcos Eloxochitlán växer i huvudsak blandskog.